# ダンディ郡 (ネブラスカ州)
座標: 北緯40度11分 西経101度41分 / 北緯40.18度 西経101.69度
ダンディ郡（英: Dundy County）は、アメリカ合衆国のネブラスカ州にある郡。2000年時点の人口は2,292人で、郡庁所在地はベンケルマン (Benkelman)。
ネブラスカ州のナンバープレートで、ダンディ郡の車両は最初の数字が76になっている。これは1922年にナンバープレートの制度を確立した際、ダンディ郡の車両登録台数が州内の郡のなかで76番目に多かったからである。

## 歴史
ダンディ郡は1873年に組織され、裁判官のエルマー・S・ダンディにちなんで名付けられた。

## 地理
アメリカ合衆国国勢調査局によると、この郡は総面積2,385 km2 (921 mi2) である。このうち2,382 km2 (920 mi2)が陸地で、2 km2 (1 mi2) が川や湖などの水地域である。総面積のうちの0.10%が水地域となっている。

### 隣接する郡
- チェイス郡（北）
- ヘイズ郡（北東）
- ヒッチコック郡（東）
- ローリンズ郡 (カンザス州)（南東）
- シャイアン郡 (カンザス州)（南）
- ユマ郡 (コロラド州)（西）

## 人口動静

2000年国勢調査時の郡の人口ピラミッド

2000年の国勢調査によると、ダンディ郡には2,292人、961世帯、及び637家族が暮らしている。人口密度は1/km2 (2/mi2) で、0/km2 (1/mi2) の平均的な密度に1,196軒の住居が建っている。この郡の人種の構成は白人96.95%、黒人（アフリカ系アメリカ人）0.04%、先住民0.79%、アジア系0.48%、太平洋諸島系0.04%、その他の人種0.87%、および混血0.83%で、3.23%の人々がヒスパニックまたはラテン系である。郡の住民の41.9%がドイツ系、13.2%がアメリカ系、13.2%がイングランド系、6.3%がアイルランド系移民の子孫である。
ダンディ郡に住む961世帯のうち、27.80%は18歳未満の子どもと暮らしており、59.90%は夫婦で生活している。3.90%は未婚の女性が世帯主であり、33.70%は家族以外の住人と同居している。30.90%は独居で、全世帯の17.60%は65歳以上の独居老人世帯である。1世帯あたりの平均人数は2.29人であり、家庭の場合は2.87人である。
郡の住民は23.30%が18歳未満の子どもで、18歳以上24歳以下が5.70%、25歳以上44歳以下が23.50%、45歳以上64歳以下が25.10%、および65歳以上が22.40%となっている。平均年齢は44歳である。女性100人に対して男性は96.90人いて、18歳以上の女性100人に対しては男性は93.40人いる。
郡の世帯ごとの平均収入は27,010米ドルで、家族ごとでは35,862米ドルである。男性の22,415米ドルに対して女性は18,583米ドルの平均的な収入がある。この郡の一人当たりの収入 (per capita income) は15,786米ドルである。総人口の13.60%、家族の11.00%は貧困線以下である。18歳未満の子どもの16.10%及び65歳以上の15.00%は貧困線以下の生活を送っている。

## 都市、村およびその他コミュニティ
- ベンケルマン (en:Benkelman, Nebraska)
- ハイグラー (en:Haigler, Nebraska)
- マックス (en:Max, Nebraska)
- パークス (en:Parks, Nebraska)